# Associazione Calcio Cesena 1946-1947
Questa voce raccoglie le informazioni riguardanti l'Associazione Calcio Cesena nelle competizioni ufficiali della stagione 1946-1947.

## Rosa
| N. |                   | Ruolo | Calciatore         |
| -- | ----------------- | ----- | ------------------ |
|    | Italia (bandiera) | A     | Alberto Baruzzi    |
|    | Italia (bandiera) | A     | Giulio Becagli     |
|    | Italia (bandiera) | P     | Piero Borghi       |
|    | Italia (bandiera) | A     | Antonio Caracciolo |
|    | Italia (bandiera) | D     | Renzo Chiodi       |
|    | Italia (bandiera) | A     | Rolando Cuoghi     |
|    | Italia (bandiera) | D     | Antonio Dalmonte   |
|    | Italia (bandiera) | A     | Luigi Di Pasquale  |
|    | Italia (bandiera) | A     | Sergio Geminiani   |
|    | Italia (bandiera) | C     | M. Lambertini      |
|    | Italia (bandiera) | D     | Renato Lucchi      |

| N. |                      | Ruolo | Calciatore         |
| -- | -------------------- | ----- | ------------------ |
|    | Italia (bandiera)    | A     | Marcangeli         |
|    | Italia (bandiera)    | A     | Giuseppe Margarita |
|    | Italia (bandiera)    | A     | Giuseppe Matassoni |
|    | Argentina (bandiera) | A     | Raúl Mezzadra      |
|    | Italia (bandiera)    | C     | Luigi Milano       |
|    | Italia (bandiera)    | A     | Antonio Pantani    |
|    | Italia (bandiera)    | A     | Piacentini         |
|    | Italia (bandiera)    | P     | Carlo Rognoni      |
|    | Italia (bandiera)    | A     | Scacciali          |
|    | Italia (bandiera)    | A     | Giuseppe Totti     |
|    | Italia (bandiera)    | D     | D. Vecchi          |